# Nieuwersluis

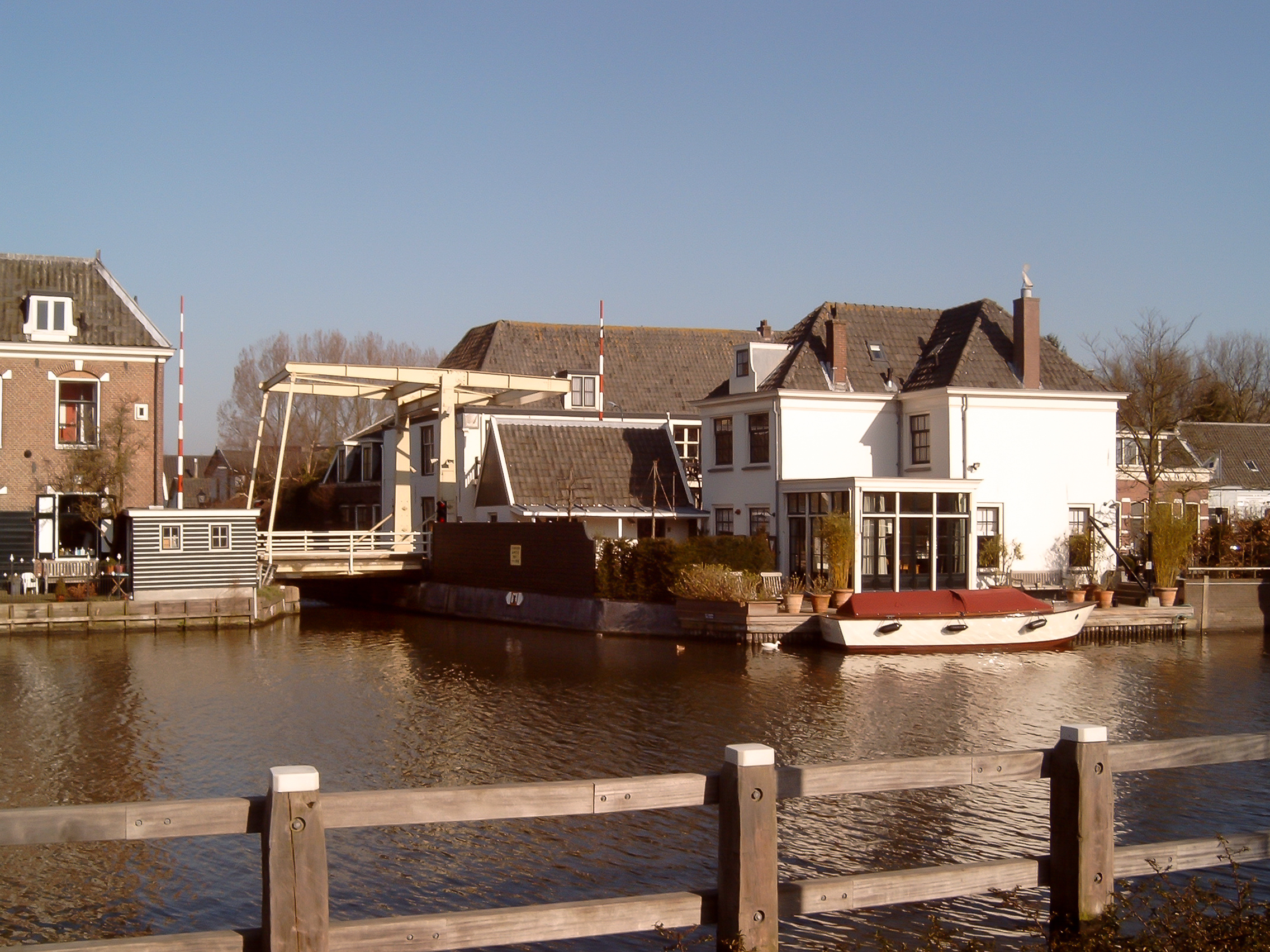
Nieuwersluis rond de ophaalbrug

Nieuwersluis is een kleine plaats binnen de gemeente Stichtse Vecht in de Nederlandse provincie Utrecht.
Het ligt halverwege Loenen en Breukelen. Nieuwersluis is gebouwd rondom een sluis tussen de rivieren de Vecht en de Angstel.

## Geschiedenis
Op 1 mei 1817 werd Nieuwersluis onderdeel van de gemeente Loenen-Nieuwersluis. Twee jaar later, op 1 oktober 1819, voegden de gemeenten Loenen-Kronenburg en Loenen-Nieuwersluis zich samen tot één gemeente Loenen. Deze laatstgenoemde gemeente ging op 1 januari 2011 op in de nieuw gevormde gemeente Stichtse Vecht.

## Fort Nieuwersluis
Het Fort Nieuwersluis werd aangelegd in 1673 als onderdeel van de Oude Hollandse Waterlinie. Nadien is het fort verschillende malen verbouwd en versterkt.
In 1815 werd het fort onderdeel van de Nieuwe Hollandse Waterlinie. Het fort is driemaal gemobiliseerd geweest, maar tot daadwerkelijke gevechtshandelingen bij het fort is het nooit gekomen. Het fort is thans in beheer bij Natuurmonumenten en opengesteld voor het publiek.
In de omgeving van het fort stonden ook boerderijen en Nieuwersluis kon daarom worden beschouwd als vesting-dorp.

## Wetenswaardig
Een deel van Nieuwersluis is een beschermd dorpsgezicht. De plaats telt tientallen rijksmonumenten. Ten noordwesten van het dorpje, direct aan de A2 ligt de Oukoper Molen, een poldermolen uit 1644.

## Station
Van 1843 tot 1953 had Nieuwersluis een station, station Nieuwersluis-Loenen, waar tot 1913 alle treinen, ook internationale, stopten; de eigenaar van het landgoed Sterreschans had dit weten te bedingen bij de verkoop van zijn grond aan de spoorwegen. Sinds de aanleg van het Merwedekanaal, dat in 1892 in gebruik werd genomen (later verbreed en op dit stuk het Amsterdam-Rijnkanaal genoemd), lag dit station in feite alleen nog maar aan een paar weilanden. Pas in 1953 werd dit recht geheel afgekocht, en een paar jaar later werd het station gesloopt.

## Van Pupillenschool naar penitentiaire inrichting

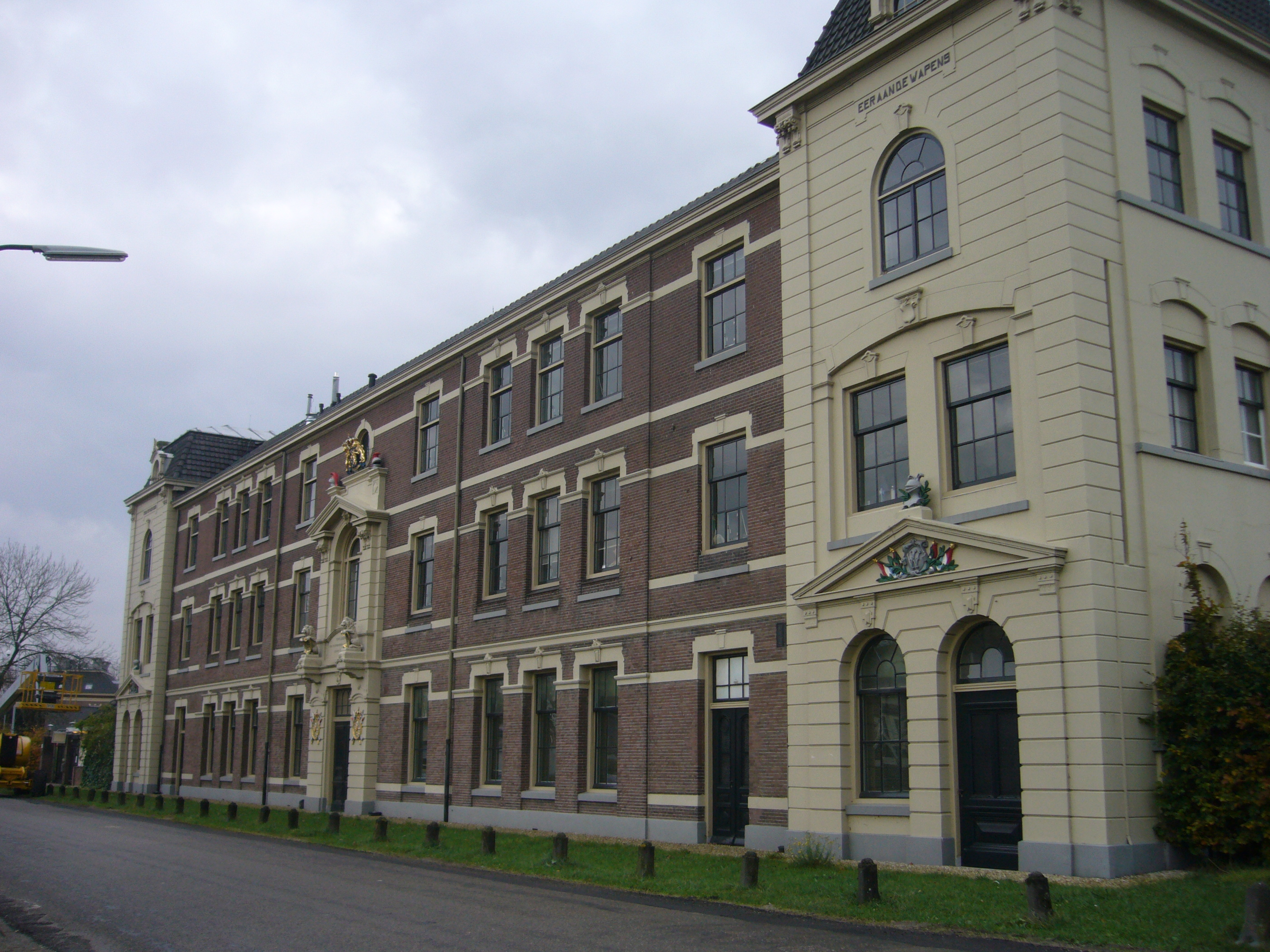
Pupillenschool

Aan de oostzijde van de Vecht staat in Nieuwersluis de voormalige Pupillenschool uit 1877, opgericht onder beschermheerschap van koning Willem III. Boven de centrale voordeur staat de naam 'Pupillenschool' en boven de twee voordeuren van de hoekgebouwen staat de W van Willem.
Maximaal 250 jongens vanaf 12 jaar kregen daar les in lezen, schrijven, rekenen, aardrijkskunde en geschiedenis, zwemmen en schaatsen. Als ze 16 jaar werden gingen ze naar de krijgsdienst. Meestal hadden de ouders geen geld om zelf voor de opvoeding te betalen.
Het begrip 'pupillen' was in Nederlands-Indië ontstaan, waar Nederlandse soldaten vaak kinderen kregen bij inlandse vrouwen. Deze kinderen bleven in het kampement. In 1845 richtte het 4de Bataljon in Gombong op Java een Korps Pupillen op; de kosten werden gedragen door de officieren. Kinderen kregen hier vanaf 5-jarige leeftijd lager onderwijs; de oudere kinderen kregen ook oefening in enkele militaire vakken. Toen dit experiment succesvol bleek, raakte het ook in Nederland bekend, waar naar het voorbeeld van Gombong de Pupillenschool Nieuwersluis werd gesticht.
Later werd het gebouw bestemd tot kazerne en kreeg het een functie als strafkazerne, Militair Penitentiair Centrum Nieuwersluis genoemd. De gestraften moesten onder meer in looppas naar Utrecht om daar te zwemmen en kregen verder zware trainingen met stormbanen etc. In het midden van de twintigste eeuw was onder militairen de uitdrukking "Nieuwersluis" synoniem aan strafregiem: Hij heeft Nieuwersluis of Hij zit in Nieuwersluis.
In de jaren zeventig van de twintigste eeuw werden ook niet-erkende dienstweigeraars hier opgesloten. Met name de zaken van de dienstweigeraars Kees Vellekoop (1974/1975) en Adriaan Slooff (1977/1978) kregen landelijke media-aandacht.
Een tweede gebouw, achter het hoofdgebouw, wordt tegenwoordig gebruikt als penitentiare inrichting voor vrouwen. 
Aan de Rijksstraatweg (de oude hoofdverbinding tussen Amsterdam en Utrecht), aan de westzijde van de Vecht, staat nog een andere oude kazerne met een nabij gelegen bunker.

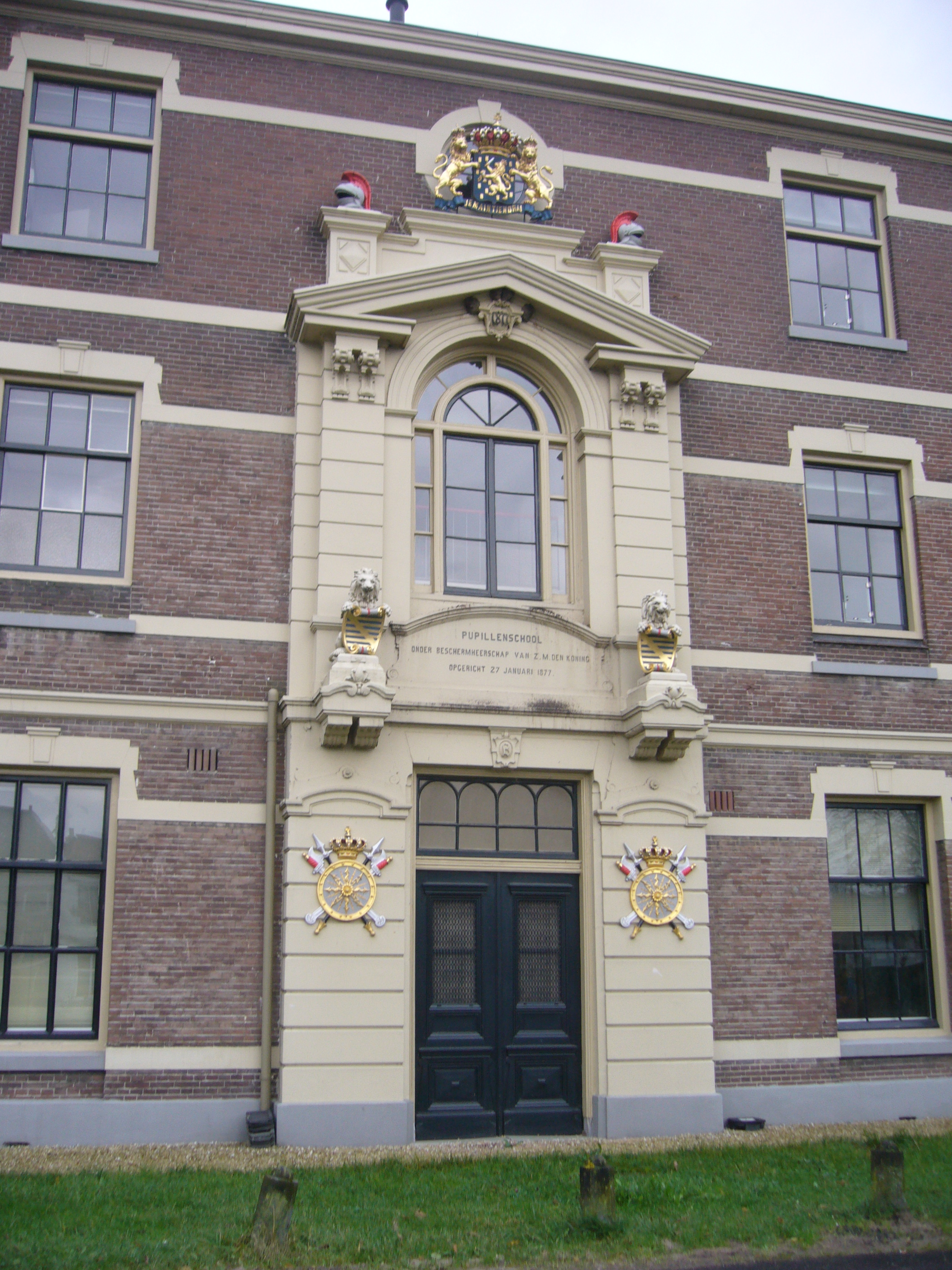
Hoofdingang
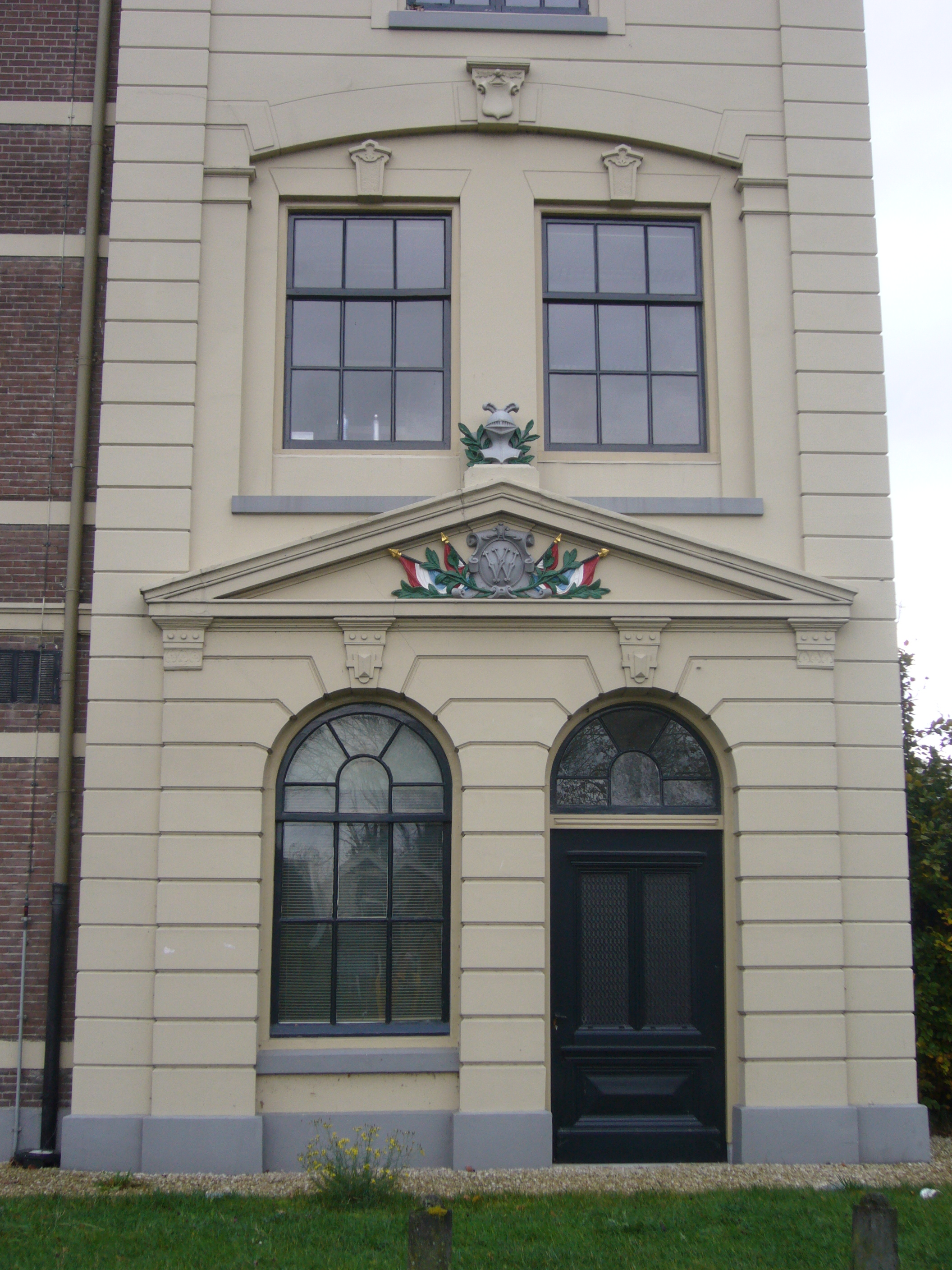
Hoekgebouw
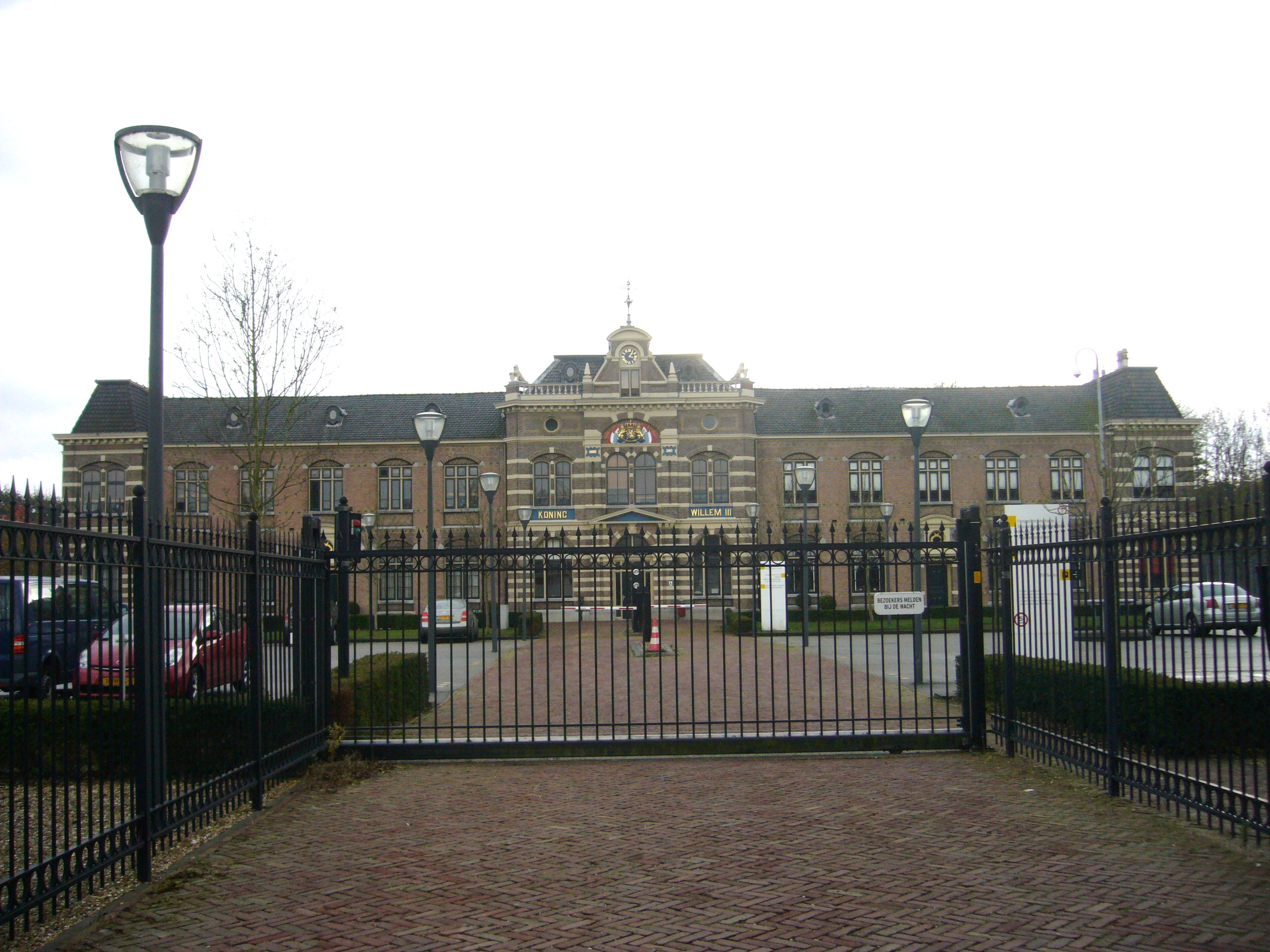
Vrouwengevangenis

## De Vijverhof

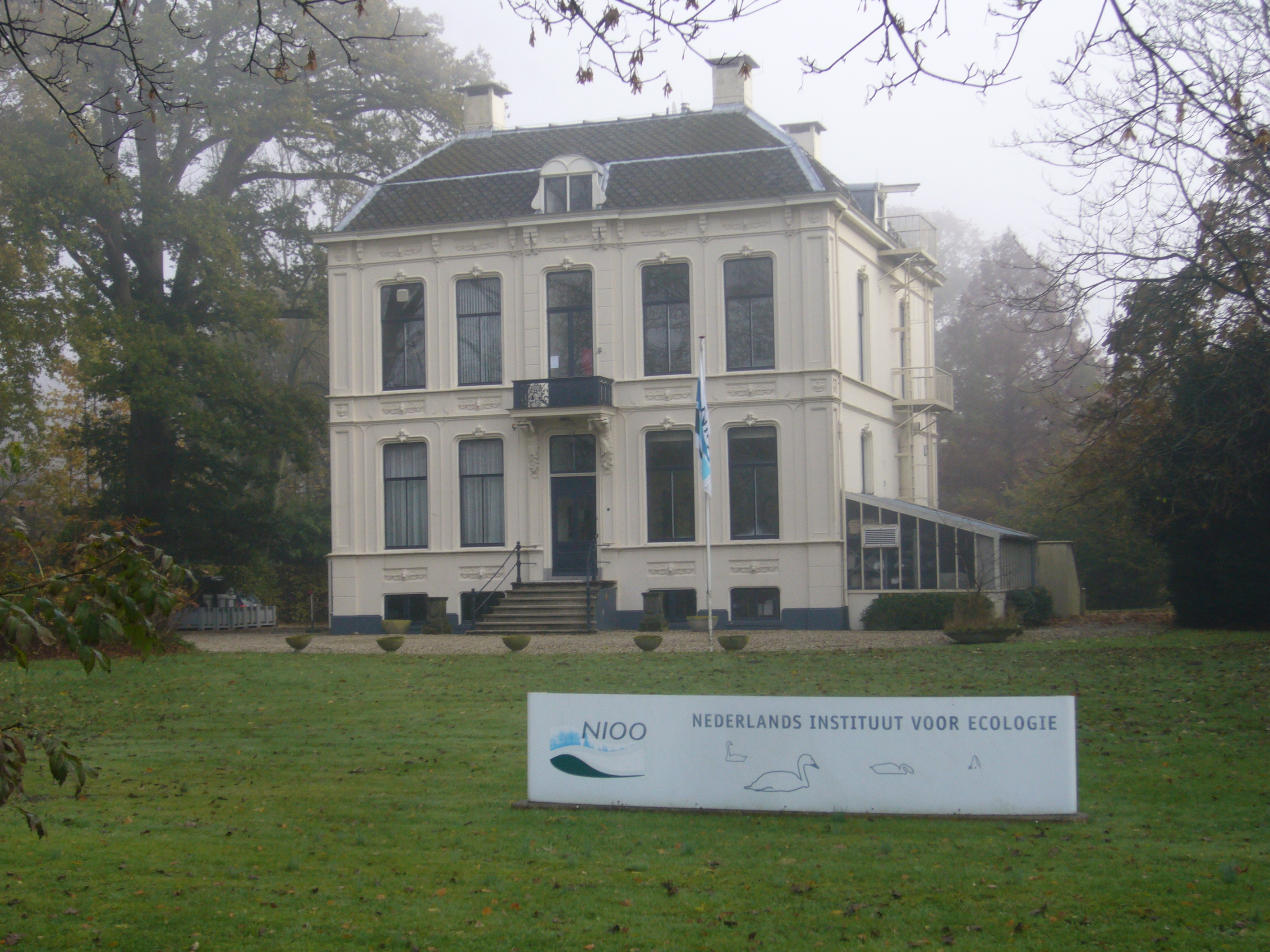
De Vijverhof

In 1670 werd de buitenplaats de Vijverhof, aan de Breukelense kant van Nieuwersluis, gesticht. Op 24 juni 1957 werd in deze buitenplaats het Hydrobiologisch Instituut van de Koninklijke Nederlandse Akademie van Wetenschappen (KNAW) gevestigd. Dit was een instituut dat ecologisch onderzoek aan het water deed. Tegelijkertijd werd in Zeeland in Yerseke een vestiging van het Hydrobiologisch instituut opgericht dat onderzoek deed aan het zoute water. In 1968 werden deze instituten omgedoopt. Het onderzoek in het zoete water vond plaats in het Limnologisch Instituut in Nieuwersluis (en in Oosterzee in het Friese merengebied) en het onderzoek in het zoute water vond plaats in het Delta-instituut in Yerseke. Beide instellingen vielen onder de KNAW. In 1992 fuseerden deze instituten weer met een ander KNAW-instituut voor ecologisch onderzoek tot het Nederlands Instituut voor Ecologie. In 2011 verdween de instelling uit Nieuwersluis en betrok een geheel nieuw gebouw in Wageningen.

## Geboren
- Hendrik Jacob Doude van Troostwijk (1898-1978), bestuurder en burgemeester in oorlogstijd
- Lodo van Hamel (1915-1941), luitenant-ter-zee tweede klasse en verzetsstrijder
- Henric Gerrit van Holthe tot Echten (1922-2001), burgemeester
- Michiel Zonneveld (1962), journalist

## Overleden
- W.G. van de Hulst (1917-2006), kunstschilder, schrijver en beeldhouwer